# Ukulele Songs
Ukulele Songs is het tweede solo-album van Pearl Jam-zanger Eddie Vedder. Het album werd op 31 mei 2011 uitgegeven en bestaat uit door Vedder zelf geschreven nummers en covers. Vedder bespeelt op het album een ukulele.
Het eerste solo-album van Eddie Vedder is de soundtrack voor de film Into the Wild.
De voorkant van het album is van het beeldhouwwerk "The Lost Correspondent" van Jason deCaies Taylor. Dit beeld staat onder water bij een duikplek genaamd Moliniere Bay - Underwater Sculpture Park, Grenada.
Het album haalde de vierde plek op de Amerikaanse Billboard Top 200, de zesde plek in de Australische ARIA Top 50 Albums Chart, en de 13e plek in de Nederlandse Album Top 100.
Op 20 juni 2011 speelde Eddie Vedder het nummer Without You tijdens de Late Show with David Letterman. Hij was op dat moment in New York vanwege een solo-tour. Deze tour ging via het oosten van de Verenigde Staten (Providence, Boston, Hartford, New York en Philadelphia) naar het midden van het land (Chicago, St.Louis en Minneapolis), naar de west-kust (San Diego, Long Beach, Los Angeles en Santa Barbara) en eindigde in het noordwesten (Oakland, Portland en Seattle).
Tegelijkertijd met het album werd de DVD Water on the Road uitgegeven met opnames uit eerdere solo-tours van Eddie Vedder.